# Вуринос
Вуринос (Буринос, греч. Βούρινο ή Βούρινος ή Μπούρινος) — горы в Греции, на границе периферийных единиц Гревена и Козани в периферии Западная Македония. Высочайшая вершина — гора Дрисиникос (Ντρισινίκος) высотой 1866 м над уровнем моря. С запада и юга горы огибает река Альякмон. Является частью горной цепи Баба (Варнус, Пелистер) — Вернон — Аскион (Синьяцикон) — Пиерия (Фламбуро). На горе Вуринос находятся хромовые рудники, хромосодержащая руда изобилует в этом районе.